# 囲碁の記録一覧
囲碁の記録一覧（いごのきろくいちらん）は、日本棋院または関西棋院に所属する囲碁棋士の記録の一覧である。

## 獲得タイトル

### 獲得数
太字は名誉位獲得。2025年8月20日時点。
| 棋戦               | 棋士                 | 獲得数 | 備考（次点など）                                 |
| ------------------ | -------------------- | ------ | ------------------------------------------------ |
| 全タイトル通算     | 井山裕太             | 78期   | 趙治勲は76期                                     |
| 七大タイトル通算   | 井山裕太             | 63期   | 趙治勲は42期                                     |
| 二日制タイトル通算 | 趙治勲               | 29期   | 井山裕太は28期                                   |
| 棋聖戦             | 井山裕太             | 9期    | 小林光一は8期                                    |
| 名人戦             | 趙治勲               | 9期    | 小林光一・井山裕太は8期                          |
| 本因坊戦           | 趙治勲（本因坊治勲） | 12期   | 井山裕太（本因坊文裕）は11期                     |
| 王座戦             | 加藤正夫             | 11期   | 井山裕太（在位中）は10期                         |
| 天元戦             | 井山裕太             | 8期    | 林海峰・小林光一は5期                            |
| 碁聖戦             | 井山裕太（在位中）   | 11期   | 小林光一は9期                                    |
| 十段戦             | 加藤正夫             | 7期    | 趙治勲・井山裕太は6期                            |
| NHK杯              | 坂田栄男             | 11期   | 大竹英雄、依田紀基、結城聡は5期                  |
| 竜星戦             | 井山裕太             | 5期    | 一力遼は4期                                      |
| 王冠戦             | 山城宏               | 15期   | 日本棋院中部総本部限定戦                         |
| 関西棋院第一位     | 橋本昌二             | 12期   | 関西棋院限定戦                                   |
| 女流名人戦         | 謝依旻               | 9期    | 女流棋士限定戦                                   |
| 女流本因坊戦       | 謝依旻・藤沢里菜     | 8期    | 女流棋士限定戦                                   |
| 女流棋聖戦         | 謝依旻               | 7期    | 女流棋士限定戦                                   |
| 女流立葵杯         | 藤沢里菜             | 6期    | 女流棋士限定戦                                   |
| 扇興杯女流最強戦   | 藤沢里菜             | 4回    | 女流棋士限定戦                                   |
| 若鯉戦             | 一力遼・上野愛咲美   | 2回    | 年齢・段位限定戦                                 |
| 新人王戦           | 依田紀基             | 5回    | 年齢・段位限定戦。現在は優勝経験者は参加できず。 |
| 阿含・桐山杯       | 張栩・井山裕太       | 5期    | 終了棋戦                                         |
| マスターズカップ   | 趙治勲               | 4回    | 終了棋戦                                         |
| 日本棋院選手権戦   | 坂田栄男             | 12回   | 終了棋戦                                         |

### 連覇記録
| 七大タイトルの連覇記録 | 七大タイトルの連覇記録 | 七大タイトルの連覇記録 | 七大タイトルの連覇記録 | 七大タイトルの連覇記録 | 七大タイトルの連覇記録 |
| 順位                   | 棋士                   | タイトル               | 連覇数                 | 獲得年度               | 備考                   |
| ---------------------- | ---------------------- | ---------------------- | ---------------------- | ---------------------- | ---------------------- |
| 1                      | 井山裕太               | 本因坊                 | 11                     | 2012 - 2022            |                        |
| 2                      | 趙治勲                 | 本因坊                 | 10                     | 1989 - 1998            |                        |
| 3                      | 井山裕太               | 棋聖                   | 9                      | 2013 - 2021            |                        |
| 3                      | 高川格                 | 本因坊                 | 9                      | 1952 - 1960            |                        |
| 5                      | 加藤正夫               | 王座                   | 8                      | 1982 - 1989            |                        |
| 5                      | 小林光一               | 棋聖                   | 8                      | 1986 - 1993            |                        |
| 7                      | 坂田栄男               | 本因坊                 | 7                      | 1961 - 1967            |                        |
| 7                      | 小林光一               | 名人                   | 7                      | 1988 - 1994            |                        |
| 9                      | 藤沢秀行               | 棋聖                   | 6                      | 1977 - 1982            |                        |
| 9                      | 大竹英雄               | 碁聖                   | 6                      | 1980 - 1985            |                        |
| 9                      | 小林光一               | 碁聖                   | 6                      | 1988 - 1993            |                        |
| 9                      | 井山裕太               | 碁聖                   | 6                      | 2012 - 2017            |                        |
| 13                     | 石田芳夫               | 本因坊                 | 5                      | 1971 - 1975            |                        |
| 13                     | 趙治勲                 | 名人                   | 5                      | 1980 - 1984            |                        |
| 13                     | 林海峰                 | 天元                   | 5                      | 1989 - 1993            |                        |
| 13                     | 井山裕太               | 天元                   | 5                      | 2015 - 2019            |                        |

※この他、大竹英雄は日本棋院第一位決定戦で2連覇、これが発展した全日本第一位決定戦で引き続き5連覇し、計7連覇を果たしている。

### 連続記録
| 記録                     | 棋士               |                                                                    |
| ------------------------ | ------------------ | ------------------------------------------------------------------ |
| 同一タイトル戦連続出場   | 加藤正夫・井山裕太 | 12期（加藤は王座戦第28期 - 第39期、井山は本因坊戦第67期 - 第78期） |
| 七大タイトル連続在位期間 | 井山裕太           | 15年10か月 =継続中（2009年10月15日名人位獲得 - 継続中）            |
| 七大タイトル連続獲得     | 井山裕太           | 12回（2016年王座戦 - 2018年本因坊戦）                              |
| 七大タイトル連続出場     | 井山裕太           | 29回（2015年本因坊戦 - 2019年本因坊戦）                            |
| 七大タイトル獲得連続年数 | 趙治勲             | 21年（1979年 - 1999年）                                            |
| 七大タイトル出場連続年数 | 趙治勲             | 24年（1979年 - 2002年）                                            |
| トップリーグ連続在籍     | 林海峰             | 35期（名人戦、旧名人戦第3期 - 新名人戦23期）                       |

#### 名誉称号
各タイトルを5連覇または通算10期以上保持した者は、現役引退後または60歳の誕生日を迎えた後に「名誉○○」（○○はタイトル名、本因坊は永世称号として「○○世本因坊」）を名乗ることが許される。また10連覇(本因坊戦は9連覇)した場合現役60歳未満で名乗ることができる。
| 名誉称号             | 棋士                                         |
| -------------------- | -------------------------------------------- |
| 名誉棋聖             | 藤沢秀行・小林光一・(井山裕太)               |
| 名誉名人             | 趙治勲・小林光一                             |
| 永世本因坊           | 高川格・坂田栄男・石田芳夫・趙治勲・井山裕太 |
| 名誉王座             | 加藤正夫・(井山裕太)                         |
| 名誉天元             | 林海峰・(井山裕太)                           |
| 名誉碁聖             | 大竹英雄・小林光一・(井山裕太)               |
| 名誉十段             | (名誉称号保持者不在)                         |
| 名誉日本棋院選手権者 | 坂田栄男                                     |
| 名誉NHK杯選手権者    | 坂田栄男                                     |
| 名誉関西棋院第一位   | 橋本昌二・(余正麒)                           |
| 名誉女流本因坊       | (謝依旻)・(藤沢里菜)                         |
| 名誉女流名人         | (謝依旻)・(藤沢里菜)                         |
| 名誉女流棋聖         | (謝依旻)                                     |
| 名誉女流立葵杯       | (藤沢里菜)                                   |

括弧つきの棋士は、条件を満たすまで名誉称号を名乗ることができない有資格者。

### グランドスラム
七大タイトルを全て一回以上通算で経験する事をグランドスラムと呼び、これを達成したのは趙治勲、張栩、井山裕太の3人（2023年現在）。このうち、井山裕太は七大タイトル全てを同時に保持したことがある（七冠、2016年が初）。また、井山は2017年のすべてのタイトルを獲得する年間グランドスラムも達成した。7つのうち6タイトル獲得者は加藤正夫、林海峰、山下敬吾の3人。
| 棋士     | 棋聖 | 十段 | 本因坊 | 碁聖 | 名人 | 王座 | 天元 |
| -------- | ---- | ---- | ------ | ---- | ---- | ---- | ---- |
| 趙治勲   | 1983 | 1982 | 1981   | 1979 | 1980 | 1976 | 1987 |
| 張栩     | 2010 | 2009 | 2003   | 2006 | 2004 | 2003 | 2008 |
| 井山裕太 | 2013 | 2011 | 2012   | 2012 | 2009 | 2012 | 2011 |

- 年は初獲得年。黄色はグランドスラム達成時のタイトル。

### 七大棋戦同時在位
| タイトル数 | 棋士     | タイトル                                  | 開始     | 終了     | 在位期間 | 備考               |
| ---------- | -------- | ----------------------------------------- | -------- | -------- | -------- | ------------------ |
| 7          | 井山裕太 | 棋聖・名人・本因坊 王座・天元・碁聖・十段 | 2016十段 | 2016名人 | 197日    | 史上初の七冠独占   |
| 7          | 井山裕太 | 棋聖・名人・本因坊 王座・天元・碁聖・十段 | 2017名人 | 2018碁聖 | 290日    | 年間グランドスラム |
| 5          | 張栩     | 名人・王座・天元・碁聖・十段              | 2009十段 | 2009名人 | 183日    |                    |
| 4          | 加藤正夫 | 本因坊・王座・天元・十段                  | 1979王座 | 1980十段 | 159日    |                    |
| 4          | 加藤正夫 | 名人・王座・碁聖・十段                    | 1987碁聖 | 1988十段 | 255日    |                    |
| 4          | 趙治勲   | 棋聖・名人・本因坊・十段                  | 1983棋聖 | 1983十段 | 41日     |                    |
| 4          | 小林光一 | 棋聖・名人・天元・十段                    | 1986棋聖 | 1986名人 | 211日    |                    |
| 4          | 一力遼   | 棋聖・名人・本因坊・天元                  | 2024名人 |          | 継続中   |                    |
| 3          | 坂田栄男 | 名人・本因坊・王座                        | 1963王座 | 1965名人 |          |                    |
| 3          | 坂田栄男 | 本因坊・王座・十段                        | 1966王座 | 1967王座 |          |                    |
| 3          | 石田芳夫 | 名人・本因坊・王座                        | 1974王座 | 1975名人 |          |                    |
| 3          | 大竹英雄 | 名人・碁聖・十段                          | 1980碁聖 | 1980名人 |          |                    |
| 3          | 王立誠   | 棋聖・王座・十段                          | 2001十段 | 2001王座 | 204日    |                    |
| 3          | 芝野虎丸 | 名人・王座・十段                          | 2020十段 | 2020名人 | 110日    |                    |

- 七大棋戦以外の棋戦も含む最多同時在位記録は井山裕太の8（2016年の棋聖・名人・本因坊・王座・天元・碁聖・十段・阿含桐山杯、2017年の棋聖・名人・本因坊・王座・天元・碁聖・十段・NHK杯）。

### 最年少記録
| 記録                                                 | 棋士の名前 | 年齢          | 棋戦                                                     |
| ---------------------------------------------------- | ---------- | ------------- | -------------------------------------------------------- |
| 最年少棋聖                                           | 井山裕太   | 23歳10か月    | 第37期 (2013年)                                          |
| 最年少名人（最年少七大タイトル獲得）                 | 芝野虎丸   | 19歳11か月    | 第44期 (2019年・史上初の10代名人)                        |
| 最年少本因坊                                         | 石田芳夫   | 22歳10か月    | 第26期 (1971年)                                          |
| 最年少王座                                           | 芝野虎丸   | 20歳0か月     | 第67期 (2019年)                                          |
| 最年少天元                                           | 関航太郎   | 20歳0か月     | 第47期 (2021年)                                          |
| 最年少碁聖                                           | 許家元     | 20歳7か月     | 第43期 (2018年)                                          |
| 最年少十段                                           | 芝野虎丸   | 20歳7か月     | 第58期 (2020年)                                          |
| 最年少七大タイトル防衛（連覇）                       | 関航太郎   | 21歳0か月18日 | 第48期天元 (2022年)                                      |
| 最年少二冠                                           | 芝野虎丸   | 20歳0か月     | 名人・王座（2019年）                                     |
| 最年少三冠                                           | 芝野虎丸   | 20歳7か月     | 名人・王座・十段（2020年）                               |
| 最年少四冠                                           | 井山裕太   | 23歳2か月     | 本因坊・天元・碁聖・十段（2012年）                       |
| 最年少五冠                                           | 井山裕太   | 23歳5か月     | 本因坊・王座・天元・碁聖・十段（2012年）                 |
| 最年少六冠                                           | 井山裕太   | 23歳9か月     | 棋聖・本因坊・天元・王座・碁聖・十段（2013年）           |
| 最年少七冠                                           | 井山裕太   | 26歳10か月    | 棋聖・名人・本因坊・王座・天元・碁聖・十段（2016年）     |
| 最年少グランドスラム                                 | 井山裕太   | 23歳9か月     | 2013年（棋聖・名人・本因坊・王座・天元・碁聖・十段）     |
| 最年少七大タイトル名誉称号資格                       | 石田芳夫   | 26歳          | 永世本因坊（1975年）                                     |
| 最年少阿含・桐山杯優勝                               | 井山裕太   | 16歳4カ月     | 第12期（2005年）                                         |
| 最年少竜星戦優勝                                     | 芝野虎丸   | 17歳8か月     | 第26期（2017年）                                         |
| 最年少NHK杯優勝                                      | 伊田篤史   | 20歳11か月    | 第62期（2015年）                                         |
| 最年少テイケイ杯俊英戦(25歳以下限定)優勝             | 三浦太郎   | 20歳5か月     | 第4回（2025年）                                          |
| 最年少新人王戦(25歳以下、六段以下限定)優勝           | 大西竜平   | 16歳6か月     | 第41期（2016年）（初出場で優勝。史上初）                 |
| 最年少若鯉戦(30歳以下、七段以下限定)優勝             | 一力遼     | 16歳5ヶ月     | 第8回（2013年）                                          |
| 最年少王冠戦(日本棋院中部総本部限定)優勝             | 山城宏     | 19歳          | 第18期（1977年）                                         |
| 最年少関西棋院第一位決定戦（関西棋院限定）優勝       | 村川大介   | 19歳          | 第54期（2010年）                                         |
| 最年少女流名人（女流棋士限定）                       | 謝依旻     | 18歳3ヶ月     | 第20期（2008年）                                         |
| 最年少扇興杯女流最強戦（女流棋士限定）優勝           | 藤沢里菜   | 18歳9か月     | 第2回（2017年）                                          |
| 最年少女流立葵杯（女流棋士限定）優勝                 | 藤沢里菜   | 15歳9か月     | 第1回（2014年）                                          |
| 最年少女流本因坊（女流棋士限定）                     | 藤沢里菜   | 16歳1ヶ月     | 第33期（2014年）                                         |
| 最年少女流棋聖（女流棋士限定）（最年少タイトル獲得） | 仲邑菫     | 13歳11か月    | 第26期（2023年）                                         |
| 最年少女流五冠                                       | 藤沢里菜   | 22歳          | 2021年（女流本因坊・女流名人・立葵杯・カマチ杯・扇興杯） |
| 最年少女流グランドスラム                             | 上野愛咲美 | 21歳          | 2023年（女流本因坊・女流名人・立葵杯・女流棋聖・扇興杯） |
| 最年少名誉称号資格                                   | 謝依旻     | 21歳11か月    | 名誉女流本因坊（2011年）                                 |
| 最年少棋聖位挑戦                                     | 一力遼     | 20歳7か月     | 第42期 (2018年)                                          |
| 最年少名人位挑戦（最年少七大タイトル挑戦）           | 井山裕太   | 19歳3か月     | 第33期 (2008年)                                          |
| 最年少本因坊位挑戦                                   | 伊田篤史   | 20歳0か月     | 第69期 (2014年)                                          |
| 最年少王座位挑戦                                     | 一力遼     | 20歳4か月     | 第65期 (2017年)                                          |
| 最年少天元位挑戦                                     | 一力遼     | 19歳4か月     | 第42期 (2016年)                                          |
| 最年少碁聖位挑戦                                     | 許家元     | 20歳5か月     | 第43期 (2018年)                                          |
| 最年少十段位挑戦                                     | 芝野虎丸   | 20歳3か月     | 第58期 (2020年)                                          |
| 最年少タイトル挑戦                                   | 仲邑菫     | 13歳1か月     | 第33期女流名人戦 (2022年)                                |
| 最年少棋聖戦トップリーグ入り（最年少リーグ入り）     | 一力遼     | 16歳9か月     | 第39期（2014年）                                         |
| 最年少名人戦リーグ入り                               | 芝野虎丸   | 17歳11か月    | 第43期 (2017年）                                         |
| 最年少本因坊戦リーグ入り                             | 芝野虎丸   | 17歳9か月     | 第73期 (2017年）                                         |
| 最年少入段                                           | 藤田怜央   | 9歳4か月      | 2022年                                                   |
| 最年少二段                                           | 仲邑菫     | 12歳0カ月     | 2021年                                                   |
| 最年少三段                                           | 趙治勲     | 13歳4カ月     | 1969年                                                   |
| 最年少四段                                           | 趙治勲     | 14歳3カ月     | 1970年                                                   |
| 最年少五段                                           | 趙治勲     | 15歳3カ月     | 1971年                                                   |
| 最年少六段                                           | 趙治勲     | 17歳2カ月     | 1973年                                                   |
| 最年少七段                                           | 井山裕太   | 16歳4カ月     | 2005年（第12期阿含・桐山杯優勝による）四段からの飛付昇段 |
| 最年少八段                                           | 井山裕太   | 19歳2カ月     | 2008年（第33期名人戦挑戦者決定による）                   |
| 最年少九段                                           | 芝野虎丸   | 19歳11か月    | 2019年（第44期名人位獲得による・史上初の10代九段）       |

### その他の記録
- 最年長七大タイトル獲得：藤沢秀行（67歳、第40期王座、68歳4カ月まで保持）
- 最年長七大タイトル初獲得：羽根泰正（46歳、第38期王座）
- 最年長タイトル獲得：苑田勇一（70歳、第1期テイケイ杯レジェンド戦）
- 最年長リーグ在籍：橋本宇太郎（74歳、第37期本因坊リーグ）
- 最年長入段：島田義邦（34歳、関西棋院）
- 最年長公式戦対局：杉内寿子（98歳0カ月）
- 最年長公式戦勝利：杉内雅男（96歳10カ月）
- 入段から七大タイトル獲得までの最短記録：関航太郎（4年8か月、第47期天元戦）[3]
- 入段から七大タイトル挑戦までの最短記録：関航太郎（4年6か月、第47期天元戦）
- 入段からタイトル獲得までの最短記録：芝野虎丸（2年11か月、第26期竜星戦）
- 入段からリーグ入りまでの最短記録：芝野虎丸（3年0か月、第73期本因坊リーグ）
- 入団から九段昇段までの最短記録：芝野虎丸（5年1か月、名人位）
- 七大タイトル初獲得から最新の七大タイトル獲得までの最長記録：趙治勲（31年間）
- 七大タイトルを獲得したことがない棋士の七大タイトル戦の最多挑戦回数：6回（山城宏、余正麒）
- 飛付昇段記録（4段飛び：三段から七段）
  - リーグ入り：余正麒（2013年、第69期本因坊リーグ）、本木克弥（2015年、第71期本因坊リーグ）
  - タイトル戦での優勝：芝野虎丸（2017年、第26期竜星戦）
- 親子七大タイトルホルダー：父 羽根泰正（第38期王座）、息子 羽根直樹（第28期棋聖など）
- 兄弟姉妹タイトルホルダー：3人 杉内寿子（女流名人など）、本田幸子（女流選手権など）、楠光子（女流本因坊など）
- 親子プロ棋士：5代 関山盛利-関山利一-関山利夫-関山利道-関山穂香[4]
- 年間の七大タイトル挑戦手合にすべて出場：井山裕太（2016年、史上初。2017年・2018年もすべて出場）
- 七大タイトル戦連続同一カード：3回 張栩 - 山下敬吾（2009年天元戦 - 2010年十段戦）、井山裕太 - 一力遼（2017年王座戦 - 2018年棋聖戦）
- 七大タイトル戦最多対戦カード：15回（井山裕太 - 一力遼、2016年天元戦から2025年棋聖戦まで）
- 最多名誉称号資格保持：5（井山裕太）

### 現在の七大棋戦在位者
| 現在の七大タイトル保持者 | 現在の七大タイトル保持者 | 現在の七大タイトル保持者 | 現在の七大タイトル保持者 | 現在の七大タイトル保持者 | 現在の七大タイトル保持者 |
| ------------------------ | ------------------------ | ------------------------ | ------------------------ | ------------------------ | ------------------------ |
| 棋聖                     | 一力遼（28）             | 4連覇                    | 王座                     | 井山裕太（36）           | 4連覇                    |
| 名人                     | 一力遼（28）             |                          | 天元                     | 一力遼（28）             | 2連覇                    |
| 本因坊                   | 一力遼（28）             | 3連覇                    | 碁聖                     | 井山裕太（36）           | 4連覇                    |
| 2025年本因坊戦手合終了時 | 2025年本因坊戦手合終了時 | 2025年本因坊戦手合終了時 | 十段                     | 芝野虎丸（25）           | -                        |

## 年間記録
- 年間最高勝率：坂田栄男 .9375（30勝2敗、1964年）
- 年間最多勝利：張栩 70勝（14敗、2002年）
- 年間最多敗戦：山下敬吾 32敗（39勝、2004年）
- 年間最多対局：羽根直樹 88局（63勝25敗、2002年）
- 年間最多獲得賞金：井山裕太（1億7212万円、2015年）

## 通算記録
- 通算最多勝：趙治勲 1600勝（2023年12月25日現在）
- 通算最多敗：林海峰 963敗（2023年3月17日現在）
- 通算最多対戦：趙治勲 - 小林光一の130局（趙67勝・小林63勝、2022年現在[5]）
- 最年少1000勝達成：結城聡 39歳2か月（所属は関西棋院。日本棋院記録は山下敬吾の40歳2か月）
- 最年長1000勝達成：石井邦生 74歳3か月
- 最短1000勝達成：山下敬吾 25年7か月
- 最長1000勝達成：石井邦生 59年10か月

### 1000勝達成棋士
|    | 棋士       | 達成日         | 達成年齢   | 入段からの年数 |
| -- | ---------- | -------------- | ---------- | -------------- |
| 1  | 坂田栄男   | 1984年4月13日  | 64歳1か月  | 49年0か月      |
| 2  | 林海峰     | 1994年8月4日   | 52歳2か月  | 39年3か月      |
| 3  | 加藤正夫   | 1996年5月23日  | 49歳2か月  | 32年1か月      |
| 4  | 小林光一   | 1998年11月28日 | 46歳2か月  | 31年7か月      |
| 5  | 大竹英雄   | 1999年2月18日  | 56歳9か月  | 42年10か月     |
| 6  | 趙治勲     | 1999年8月12日  | 43歳1か月  | 31年4か月      |
| 7  | 橋本昌二   | 2001年9月      | 66歳4か月  | 54年4か月      |
| 8  | 羽根泰正   | 2001年11月8日  | 57歳4か月  | 43年7か月      |
| 9  | 武宮正樹   | 2006年2月9日   | 55歳1か月  | 40年10か月     |
| 10 | 本田邦久   | 2007年5月      | 61歳10か月 | 46年4か月      |
| 11 | 王立誠     | 2008年2月14日  | 49歳3か月  | 35年10か月     |
| 12 | 山城宏     | 2008年7月7日   | 49歳10か月 | 36年3か月      |
| 13 | 石田芳夫   | 2010年5月20日  | 61歳9か月  | 47年1か月      |
| 14 | 結城聡     | 2011年4月3日   | 39歳2か月  | 27年1か月      |
| 15 | 依田紀基   | 2011年7月21日  | 45歳5か月  | 31年3か月      |
| 16 | 工藤紀夫   | 2011年10月6日  | 71歳2か月  | 56年6か月      |
| 17 | 小林覚     | 2011年12月1日  | 52歳7か月  | 37年8か月      |
| 18 | 片岡聡     | 2014年2月27日  | 55歳6か月  | 41年10か月     |
| 19 | 王銘琬     | 2015年6月4日   | 53歳6か月  | 38年2か月      |
| 20 | 淡路修三   | 2015年9月24日  | 66歳1か月  | 47年5か月      |
| 21 | 石井邦生   | 2016年2月1日   | 74歳3か月  | 59年10か月     |
| 22 | 彦坂直人   | 2016年8月18日  | 54歳5か月  | 40年4か月      |
| 23 | 今村俊也   | 2018年8月23日  | 52歳5か月  | 38年5か月      |
| 24 | 山下敬吾   | 2018年11月8日  | 40歳2か月  | 25年7か月      |
| 25 | 苑田勇一   | 2018年11月22日 | 66歳7か月  | 50年7か月      |
| 26 | 高尾紳路   | 2019年04月18日 | 42歳5か月  | 28年0か月      |
| 27 | 羽根直樹   | 2019年10月24日 | 43歳2か月  | 28年6か月      |
| 28 | 張栩       | 2020年11月2日  | 40歳9か月  | 26年7か月      |
| 29 | 清成哲也   | 2021年8月4日   | 59歳8か月  | 45年1か月      |
| 30 | 山田規三生 | 2022年6月30日  | 49歳9か月  | 33年2か月      |
| 31 | 小県真樹   | 2023年11月2日  | 59歳1か月  | 43年7か月      |

### 1100勝達成棋士
|    | 棋士     | 達成日         | 達成年齢   | 入段からの年数 |
| -- | -------- | -------------- | ---------- | -------------- |
| 1  | 坂田栄男 | 1994年11月     | 74歳8か月  |                |
| 2  | 林海峰   | 1998年3月2日   | 55歳9か月  | 42年11か月     |
| 3  | 加藤正夫 | 1999年3月18日  | 52歳0か月  | 34年11か月     |
| 4  | 小林光一 | 2002年2月28日  | 49歳5か月  | 34年10か月     |
| 5  | 趙治勲   | 2002年4月4日   | 45歳9か月  | 34年0か月      |
| 6  | 大竹英雄 | 2004年7月22日  | 62歳2か月  | 48年3か月      |
| 7  | 羽根泰正 | 2008年6月19日  | 63歳11か月 | 50年2か月      |
| 8  | 武宮正樹 | 2012年6月21日  | 61歳5か月  | 47年2か月      |
| 9  | 山城宏   | 2012年12月20日 | 54歳4か月  | 40年8か月      |
| 10 | 王立誠   | 2013年5月23日  | 54歳6か月  | 41年1か月      |
| 11 | 本田邦久 | 2013年10月2日  | 68歳3か月  | 52年8か月      |
| 12 | 結城聡   | 2014年3月31日  | 42歳1か月  | 30年0か月      |
| 13 | 小林覚   | 2016年11月3日  | 57歳6か月  | 42年7か月      |
| 14 | 依田紀基 | 2017年6月29日  | 51歳4か月  | 37年2か月      |
| 15 | 石田芳夫 | 2019年1月17日  | 70歳5か月  | 55年8か月      |
| 16 | 片岡聡   | 2020年7月23日  | 61歳11ヶ月 | 48年3ヶ月      |
| 17 | 王銘琬   | 2020年9月3日   | 58歳9か月  | 43年5か月      |
| 18 | 山下敬吾 | 2022年9月15日  | 44歳0か月  | 28年5か月      |
| 19 | 彦坂直人 | 2023年         |            |                |
| 20 | 工藤紀夫 | 2024年1月22日  | 83歳5か月  | 68年9か月      |
| 21 | 高尾紳路 | 2024年9月19日  | 47歳10か月 | 33年5か月      |
| 22 | 淡路修三 | 2025年1月9日   | 75歳4か月  | 56年9か月      |
| 23 | 石井邦生 | 2025年4月28日  | 83歳6か月  | 69年0か月      |
| 24 | 羽根直樹 | 2025年6月2日   | 48歳9か月  | 34年2か月      |
| 25 | 張栩     | 2025年6月12日  | 45歳4か月  | 31年2か月      |

### 1200勝達成棋士
|    | 棋士     | 達成日        | 達成年齢   | 入段からの年数 |
| -- | -------- | ------------- | ---------- | -------------- |
| 1  | 加藤正夫 | 2002年3月21日 | 55歳0か月  | 37年11か月     |
| 2  | 林海峰   | 2002年4月18日 | 59歳11か月 | 47年0か月      |
| 3  | 趙治勲   | 2005年1月27日 | 48歳7か月  | 36年9か月      |
| 4  | 小林光一 | 2005年9月1日  | 52歳11か月 | 38年4か月      |
| 5  | 大竹英雄 | 2011年3月28日 | 68歳10か月 | 54年11か月     |
| 6  | 羽根泰正 | 2015年5月21日 | 70歳10か月 | 57年1か月      |
| 7  | 結城聡   | 2017年6月8日  | 45歳3か月  | 33年3か月      |
| 8  | 山城宏   | 2017年6月12日 | 58歳10か月 | 45年2か月      |
| 9  | 王立誠   | 2019年7月18日 | 60歳8か月  | 47年3か月      |
| 10 | 武宮正樹 | 2021年1月14日 | 70歳0か月  | 55年9か月      |
| 11 | 小林覚   | 2024年1月22日 | 64歳9か月  | 49年9か月      |
| 12 | 依田紀基 | 2024年6月6日  | 58歳3か月  | 44年2か月      |

### 1300勝達成棋士
|   | 棋士     | 達成日         | 達成年齢   | 入段からの年数 |
| - | -------- | -------------- | ---------- | -------------- |
| 1 | 林海峰   | 2006年10月19日 | 64歳4か月  | 51年5か月      |
| 2 | 趙治勲   | 2008年6月19日  | 51歳11か月 | 40年2か月      |
| 3 | 小林光一 | 2011年         | 58〜59歳   | 44〜45年       |
| 4 | 大竹英雄 | 2019年04月25日 | 76歳11か月 | 63年0か月      |
| 5 | 結城聡   | 2022年1月20日  | 49歳11か月 | 37年10か月     |
| 6 | 山城宏   | 2023年5月18日  | 64歳9か月  | 51年1か月      |
| 7 | 羽根泰正 | 2025年3月17日  | 80歳8か月  | 66年11か月     |

### 1400勝達成棋士
|   | 棋士     | 達成日        | 達成年齢  | 入段からの年数 |
| - | -------- | ------------- | --------- | -------------- |
| 1 | 趙治勲   | 2012年9月27日 | 56歳3か月 | 44年5か月      |
| 2 | 林海峰   | 2015年8月6日  | 73歳2か月 | 60年7か月      |
| 3 | 小林光一 | 2018年12月6日 | 66歳2か月 | 51年8か月      |

### 1500勝達成棋士
|   | 棋士   | 達成日        | 年齢       | 入段からの年数 |
| - | ------ | ------------- | ---------- | -------------- |
| 1 | 趙治勲 | 2017年4月27日 | 60歳10か月 | 49年0か月      |

### 1600勝達成棋士
|   | 棋士   | 達成日         | 年齢      | 入段からの年数 |
| - | ------ | -------------- | --------- | -------------- |
| 1 | 趙治勲 | 2023年12月25日 | 67歳6か月 | 55年8か月      |

## 連勝記録
- 一般棋戦最多連勝：29 坂田栄男（1964年）
- 大手合：33 趙治勲
- 同一タイトルマッチ：17 坂田栄男（本因坊戦、1963年 - 1967年）
- 七大タイトル挑戦手合：18 井山裕太（2015年碁聖戦第3局 - 2016年十段戦第2局）
- 御城碁：19 本因坊秀策

### 歴代記録
下記は日本棋院所属棋士のみを対象にした集計であり、関西棋院所属の棋士は集計に含まれていない。
| 順 | 棋士     | 連勝数 | 連勝開始       | 連勝終了       |
| -- | -------- | ------ | -------------- | -------------- |
| 1  | 坂田栄男 | 29     | 1963年10月11日 | 1964年7月29日  |
| 2  | 井山裕太 | 24     | 2015年7月23日  | 2015年11月25日 |
| 2  | 林海峯   | 24     | 1977年6月13日  | 1977年11月24日 |
| 2  | 王立誠   | 24     | 1975年9月24日  | 1976年4月12日  |
| 2  | 柳時熏   | 24     | 1990年8月1日   | 1990年12月12日 |
| 6  | 高木祥一 | 22     | 1971年7月29日  | 1972年3月16日  |
| 6  | 加藤正夫 | 22     | 1992年9月10日  | 1993年2月1日   |
| 8  | 高尾紳路 | 21     | 1995年3月22日  | 1995年8月16日  |
| 8  | 森田道博 | 21     | 1990年9月20日  | 1991年2月7日   |
| 10 | 高尾紳路 | 20     | 2000年5月31日  | 2000年9月21日  |
| 10 | 依田紀基 | 20     | 1987年4月22日  | 1987年8月27日  |
| 10 | 新垣武   | 20     | 1976年12月1日  | 1977年4月27日  |
| 10 | 森田道博 | 20     | 1989年11月8日  | 1990年5月23日  |
| 10 | 黒瀧正憲 | 20     | 1994年9月21日  | 1995年3月15日  |

### デビュー戦からの連勝記録
こちらも日本棋院所属棋士のみを対象にした集計であり、関西棋院所属の棋士は集計に含まれていない。
| 順位 | 棋士     | 連勝数 | 入段年 | 入段年齢 |
| ---- | -------- | ------ | ------ | -------- |
| １   | 広江博之 | 12     | 1983   | 16歳     |
| ２   | 依田紀基 | 11     | 1980   | 14歳     |
| ２   | 溝上知親 | 11     | 1993   | 15歳     |
| ２   | 伊田篤史 | 11     | 2009   | 15歳     |
| ５   | 張栩     | 10     | 1994   | 14歳     |
| ６   | 下島陽平 | ９     | 1994   | 15歳     |
| ６   | 郭求真   | ９     | 1978   | 20歳     |
| ６   | 黒瀧正樹 | ９     | 1994   | 17歳     |
| ９   | 杉本明   | ８     | 1991   | 17歳     |
| ９   | 矢中克典 | ８     | 1992   | 20歳     |
| ９   | 望月研一 | ８     | 2000   | 16歳     |
| ９   | 六浦雄太 | ８     | 2014   | 14歳     |

## 対局記録

### 手数
- 最長：411手（山部俊郎—星野紀、1950年大手合）[9][注釈 16]
- 最短（中押）：33手（前田陳爾—春山勇、1965年王座戦3次予選）[10]
- 最短（作り碁）：121手（武宮正樹—張栩、2003年名人リーグ）[11]

### 長考
- 時間無制限：星野紀 16時間[12]
- 持時間制：武宮正樹 5時間7分（1988年第43期本因坊戦挑戦手合第5局、対大竹英雄）

### 珍形
- 長生：林海峰—小松英樹（1993年本因坊リーグ）、王銘琬―内田修平（2009年世界囲碁選手権富士通杯予選B）
- 石柱（盤面を一方の石が19個並んで横断）：本田幸子—山本豊（1951年大手合）
- 欠け眼生き：篠原正美-石榑郁郎（1969年 王座戦予選）[13]、上野愛咲美－一力遼（2019年 竜星戦トーナメント決勝）